# Norra Ny landskommun
Norra Ny var en tidigare kommun  i Värmlands län.

## Administrativ historik
Kommunen inrättades i Ny socken i Älvdals härad när 1862 års kommunalförordningar trädde i kraft 1863. Tio år senare delades kommunen, då Nyskoga landskommun bildades. Kommunen hette fram till 1 januari 1886 endast Ny, varefter Norra tillkom i särskiljande syfte.
Den påverkades inte av kommunreformen 1952, men upphörde 1974, då den gick upp i Torsby kommun.
Kommunkoden 1952-1973 var 1709.

### Kyrklig tillhörighet
I kyrkligt hänseende tillhörde kommunen Norra Ny församling.

## Kommunvapen
Blasonering: I blått fält en tilltagande måne mellan två stolpvis ställda pilar, allt av silver.
Vapnet fastställdes 1953.

## Geografi
Norra Ny landskommun omfattade den 1 januari 1952 en areal av 746,76 km², varav 721,99 km² land.

### Tätorter i kommunen 1960
| Tätort   | Folkmängd |
| -------- | --------- |
| Ambjörby | 497       |
| Stöllet  | 209       |

Tätortsgraden i kommunen var den 1 november 1960 27,7 procent.

## Politik

### Mandatfördelning i valen 1938-1970
| 2 | 11 | 12 |

| 25 |

| 2 | 11 | 12 |

| 25 |

| 4 | 9 | 7 | 3 | 2 |

| 24 |

| 2 | 11 | 6 | 4 | 2 |

| 24 |

| 2 | 12 | 4 | 3 | 4 |

| 25 |

| 2 | 12 | 6 | 5 |

| 25 |

| 2 | 13 | 10 |

| 24 |

| 3 | 11 | 5 | 2 | 4 |

| 22 |

| 2 | 12 | 6 | 2 | 3 |

| 21 | 4 |